# Điển cố
Điển cố (từ Hán Việt 典故) nghĩa là những tích truyện xưa (cũng gọi là điển tích); thường là kể về các tấm gương hiếu thảo, anh hùng liệt sĩ, các tấm gương đạo đức, hoặc những truyện có tính triết lý nhân văn trong lịch sử, những câu thơ, văn kinh điển trong các tác phẩm văn học có trước (thường là của Trung Quốc)

## Ứng dụng của điển cố
Trong văn hoá truyền thống, người ta cho rằng nhìn người chính là một cách để tự soi xét mình, rằng lấy những điển tích kinh điển trong lịch sử làm tham chiếu để luận giải là một cách rất tốt để làm sáng tỏ cái ý mà mình muốn biểu đạt. Do vậy, việc nhắc đến điển cố trong thơ và văn được sử dụng nhiều; cũng được xem như một chuẩn mực.
Ví như trong câu thơ Một nền Đổng Tước khoá xuân hai Kiều, thi hào Nguyễn Du đã nhắc đến điển cố hai chị em Kiều thời Tam Quốc.
Thời hiện đại, cùng với hàng loạt cách mạng công nghiệp, thương nghiệp, hiện đại hoá, tin học hoá,... con người thay đổi tư tưởng, các giá trị nhân văn cũng thay đổi, dẫn đến việc sử dụng điển cố về điển tích cổ như trên đã trở nên ít đi rất nhiều. Ngày nay người ta bớt dần việc nhắc đến mẫu hình nhân vật cổ, ví như Nhạc Phi như là thể hiện của chữ Trung, Quan Vũ như là thể hiện của chữ Nghĩa, v.v. Mà thêm vào đó những mẫu hình hiện đại, như Chí Phèo, Ô-sin, v.v.
Đương nhiên, vẫn còn nhiều các tích cổ, các mẫu hình nhân vật cổ mà văn và thơ ngày nay tham chiếu đến, ví như: Tế Công ăn thịt, Hàn Tín chui háng, Tào Tháo luận anh hùng, Nữ Oa vá trời, Hoạn Thư, Sở Khanh, v.v.

## Đặc tính tu từ của điển cố[2]
Tính liên tưởng: Thể hiện qua sự mối liên hệ giữa nghĩa trực tiếp của điển cố với hiện thực văn cảnh. Chẳng hạn trong "Truyện Kiều" có câu "Nghìn vàng gọi chút lễ thường, Mà lòng Phiếu Mẫu, mấy vàng cho cân." ở đoạn Thúy Kiều báo ân, có nhắc đến điển cố "Phiếu Mẫu", đó là chuyện Ngũ Tử Tư khi trốn khỏi nước Sở đã được một người đàn bà giặt quần áo cứu giúp, sau này Ngũ Tử Tư đền đáp ngàn vàng để báo ơn.
Tính hình tượng và cô đọng hàm súc: Thể hiện qua việc nội dung ý nghĩa của điển cố đôi khi hàm chứa những diễn giải, tích truyện rất dài nhưng được khái quát ngắn gọn bằng một, một vài hình tượng, câu chữ khái quát. Chẳng hạn trong "Bạch Đằng giang phú" của Trương Hán Siêu có câu " Những tưởng gieo roi một lần, quét sạch Nam bang bốn cõi" có nhắc đến điển cố "gieo roi" xuất phát từ chuyện Bồ Kiên nước Tần khi dẫn quân vào đánh nước Tấn huênh hoang tuyên bố: "Cứ như số quân của ta thì chỉ ném roi ngựa xuống sông cũng ngăn dòng nước lại được" để chỉ sự hung hăng, tham vọng ngông cuồng của quân xâm lược và trong bài chị em Thúy Kiều của Nguyễn Du trong câu "một hai nghiêng nước nghiêng thành " để miêu tả sắc đẹp của 2 chị em Thúy Kiều
Tính đa dạng và linh động: Thể hiện qua việc cùng một nội dung điển tích, có thể được biểu hiện bằng nhiều hình thức khác nhau. Chẳng hạn trong "truyện Kiều" có những câu: "Dù khi lá thắm chỉ hồng", "Nàng rằng hồng diệp xích thằng", "Cùng chàng kết tóc xe tơ những ngà", trong "truyện Hoa Tiên" cũng có câu "Những tơ nào thắm những cầu nào xanh", trong đó những chữ "chỉ hồng", "xích thằng", "Xe tơ", "tơ thắm" đều chỉ chung một điển có đó là trong truyện dân gian Trung Quốc, có Ông Tơ hay còn gọi Nguyệt Lão, se duyên cho các cặp đôi nam nữ bằng cách buộc chung họ bằng một sợ chỉ màu đỏ.